# Hylobates lar vestitus
O gibão-lar-de-sumatra (Hylobates lar vestitus) é uma das 5 subespécies de Hylobates lar. Como o nome indica é nativo da ilha de Sumatra, na Indonésia e como os orangotangos raramente desce ao chão devido a predadores como tigres e provavelmente o urso-malaio.

## Estado de conservação
Esta subespécie encontra-se listada como ameaçada, uma vez que perdeu mais de 50% de indivíduos nos últimos 45 anos devido à perda de floresta e a caça de indivíduos maduros.